# Pallipattu
Pallipattu là một thị xã của quận Thiruvallur thuộc bang Tamil Nadu, Ấn Độ.

## Địa lý
Pallipattu có vị trí 13°20′B 79°27′Đ / 13,33°B 79,45°Đ Nó có độ cao trung bình là 154 mét (505 feet).

## Nhân khẩu
Theo điều tra dân số năm 2001 của Ấn Độ, Pallipattu có dân số 8650 người. Phái nam chiếm 50% tổng số dân và phái nữ chiếm 50%. Pallipattu có tỷ lệ 71% biết đọc biết viết, cao hơn tỷ lệ trung bình toàn quốc là 59,5%: tỷ lệ cho phái nam là 79%, và tỷ lệ cho phái nữ là 63%. Tại Pallipattu, 12% dân số nhỏ hơn 6 tuổi.